# Viggo Jensen
Alexander Viggo Jensen (22 de junho de 1874 - 2 de novembro de 1930, em Copenhaga) foi um levantador de peso dinamarquês, atirador, ginasta e atleta. Ele foi o primeiro campeão olímpico dinamarquês, nos Jogos Olímpicos de Verão de 1896 em Atenas.